# Insecte bastó de l'illa de Lord Howe
L'insecte bastó de l'illa de Lord Howe (Dryococelus australis) és una espècie d'insecte de l'ordre dels fàsmids que es considerava extingit des dels anys 1930, però que va ser redescobert l'any 2001 (aquest fenomen es coneix amb el nom d'efecte Llàtzer). De fet està extingit al seu hàbitat més important, l'illa de Lord Howe, i només se'n coneix una petita colònia de menys de trenta membres al petit illot de la piràmide de Ball, motiu pel qual se l'ha anomenat "l'insecte més rar del món".

## Morfologia i comportament
Els exemplars adults de l'insecte bastó de l'illa de Lord Howe poden arribar a fer fins a 15 centímetres i pesar fins a 25 grams; les femelles són més grans que els mascles. Les seves dimensions fan que a vegades se'ls hagi anomenat llagostes de terra o salsitxes amb potes. Són allargats i amb unes potes robustes; no és estrany que en els mascles la part de dalt de les potes sigui particularment gruixuda. A diferència de molts fàsmids, no tenen ales, però en canvi poden córrer molt ràpid.
El comportament d'aquest insecte bastó és molt poc habitual en una espècie d'insectes. Els mascles i les femelles tenen un vincle: el mascle segueix la femella i les seves activitats depenen del que estigui fent ella. Durant la nit la parella dorm junta, i tres potes del mascle abracen la femella.
Les femelles ponen els ous de manera que pengin de les branques, i es poden obrir fins a nou mesos després. Les nimfes al començament són d'un verd brillant i són actives durant el dia, però a mesura que van madurant es tornen negres i es fan nocturnes.

## Història i conservació
Temps enrere els insectes bastó eren molt comuns a l'illa de Lord Howe, i es feien servir com a esquer per a la pesca. El 1918 el vaixell de proveïment Makambo va embarrancar davant de l'illa i de retruc hi va introduir la rata negra, i a partir d'aleshores els insectes bastó es van extingir ràpidament. L'últim exemplar es va veure el 1920, i des d'aleshores es va considerar una espècie extinta.
Als anys seixanta un equip d'alpinistes va visitar la piràmide de Ball, una formació rocosa a 23 quilòmetres al sud de l'illa de Lord Howe; és la formació rocosa (stack) més alta i més isolada del món. L'illot pràcticament no té vegetació i és molt escarpat, amb un pic que s'alça 562 metres sobre la superfície del mar. Els alpinistes hi van trobar el cadàver d'un insecte bastó de l'illa de Lord Howe, i durant els anys següents se'n van trobar més exemplars morts, però les expedicions per trobar-hi espècimens vius no van reeixir.
L'any 2001, els científics australians David Priddel i Nicholas Carlile van formular la hipòtesi que hi havia prou vegetació a l'illot per acollir una població dels insectes, i van viatjar-hi amb dos ajudants per investigar més. Van escalar 120 m. d'un pendent suau, cobert d'herba, però només van trobar-hi grills. Tot baixant, l'equip va descobrir femta d'insecte molt grossa a sota d'una única mata grossa de Melaleuca howeana, que creixia en un esvoranc, aproximadament a 100 m per damunt del nivell del mar. Van deduir que haurien de tornar de nit, quan els insectes són actius, per tenir la millor oportunitat de trobar espècimens vius. Carlile va tornar amb el guarda local Dean Hiscox i, amb una càmera i lots, van tornar a pujar el pendent. Van descobrir una petita població de 24 insectes que vivien a sota de la mata de Melaleuca enmig d'una pila substancial de residus de la planta.
L'any 2003 un equip de recerca dels Parcs Nacionals i del Servei de Fauna de Nova Gal·les del Sud van tornar a la piràmide de Ball i van recollir dues parelles d'insectes bastó, una de les quals aniria a un criador privat de Sydney i l'altra al Zoo de Melbourne. Després de moltes dificultats, finalment els insectes es van reproduir en captivitat. L'objectiu és aconseguir-ne una població prou nombrosa per reintroduir els insectes bastó a l'illa de Lord Howe si tira endavant el projecte per erradicar les rates forasteres. L'any 2006, la població en captivitat era d'uns cinquanta individus i hi havia centenars d'ous esperant el moment d'obrir-se. El 2008, quan la Jane Goodall va visitar el zoo, la població havia arribat a 11.376 ous i 700 individus, 20 dels quals es van retornar poc després a un hàbitat especial a l'Illa de Lord Howe. A Abril 2012, el Zoo de Melbourne havia criat més de 9.000 insectes, incloent-ne 1.000 d'adults, més 20.000 ous.
El 2014 un equip d'escalada no autoritzat va veure insectes bastó vius a prop del cim de la Piràmide de Ball, en una mata de ciperàcies arrelades amb molt poc de sòl a una alçada de 50 metres, cosa que suggeria que la dispersió de l'insecte al voltant de la Piràmide era més gran del que es pensava anteriorment, i que les seves preferències alimentàries no es limitaven a la Melaleuca howeana.
A principis de 2016, al Zoo de Melbourne ja s'havien obert 13.000 ous, i també n'havia enviat al Zoo de Bristol d'Anglaterra, el Zoo de San Diego dels Estats Units, i el Zoo de Toronto del Canadà, per establir-hi poblacions diferents com a assegurança.
Un estudi de 2017 que comparava seqüències de DNA de fàsmids originaris de la Piràmide de Ball amb els espècimens de museu provinents de l'Illa de Lord Howe va demostrar que les seqüències de la Piràmide de Ball difereixen de les de l'Illa de Lord Howe en un grau comparable a la variació entre espècimens del museu, malgrat algunes diferències morfològiques entre els dos grups. Això confirma que les dues poblacions representen la mateixa espècie. Es va descobrir que el genoma era de mida molt gran (més de 4 Gb) i probablement és hexaploide.